# 대한민국 중소기업특별위원회
중소기업특별위원회(中小企業特別委員會)는 중소기업 현장의 애로 해소와 규제 완화에 관한 사항, 중소기업 육성 시책의 수립·심의·조정, 관계 기관의 중소기업 시책 추진 상황에 대한 점검 및 평가 업무를 수행하기 위해 1998년 4월 28일 출범하여 2008년까지 존속했던 대한민국의 옛 중앙행정기관이다. 2008년 대통령직 인수위원회의 위원회 폐지 결정에 따라 정리대상이 된 215개의 위원회와 함께 폐지되었다.

## 설립 목적
그동안 정부의 중소기업 지원시책이 산업자원부, 노동부, 정보통신부, 특허청, 중소기업청 등 10여개 부처에서 제각기 수행함에 따라 각 부처의 중소기업 지원시책간의 연계성과 실효성 제고의 필요성이 대두되었다. 그러나 산업자원부의 외청으로 출발한 중소기업청은 중소기업지원 전담기관으로서 많은 시책을 개발·시행하고 있지만, 관계부처로부터 대화와 협력을 이끌어내고 시책의 일관성을 높이기 위한 조정력을 발휘하기에는 조직체계상의 내재적인 한계가 있어 대통령 직속의 특별위원회로 발족되었다. 그 후 2001년 여성특별위원회가 폐지되어 정부조직법에 규정된 유일한 특별위원회가 되었다.

## 조직 구성
중소기업특별위원회의 조직은 국무위원 및 장관급인 위원장 1명과 함께 재정경제부·교육인적자원부·과학기술부·문화관광부·정보통신부·산업자원부·여성가족부·노동부·건설교통부의 차관 및 중소기업청장·금융감독위원회 부위원장·공정거래위원회 부위원장 등 관계부처 차관급으로 구성된 13명의 당연직 위원과 대통령이 지명하는 16명의 위촉위원으로 구성된다. 그 아래 관계부처 파견 공무원들로 구성되는 실무위원회가 설치되어 있다. 분과위원회는 어음제도개선분과위원회, 중소기업정책자금개혁분과위원회, 벤처기업지원시책평가위원회로 세분된다. 이와 동시에 중소기업특별위원회의 행정사무를 처리하기 위해 정책조정실을 둔다. 정책조정실은 비서실·사무국장실·총괄조정팀·정책1·2팀으로 구성되어 있으며 중소기업 관련 대한민국 정부 정책의 심의·조정, 중소기업의 현장 애로 해결 및 육성 발전을 위한 주요 정책의 개발이 주요 업무다.

## 연혁
- 1998년 2월 28일 - 중소기업특별위원회 설치를 골자로 하는 정부조직법 개정[3]
- 1998년 4월 1일 - 중소기업특별위원회 설치에 따른 대통령령 공포[4]
- 1998년 4월 20일 - 중소기업특별위원회 1대 위원장 임명
- 1998년 4월 28일 - 중소기업특별위원회 출범

## 역대 위원장

### 중소기업특별위원회
- 제1대 박상규 1998년 4월 20일 - 1999년 5월 25일
- 제2대 안병우 1999년 5월 26일 - 2000년 6월 8일
- 제3대 조한천 2000년 6월 27일 - 2001년 3월 25일
- 제4대 김덕배 2001년 3월 26일 - 2002년 1월 28일
- 제5대 한준호 2002년 1월 29일 - 2004년 2월 23일
- 제6대 최홍건 2004년 8월 9일 - 2006년 9월 18일
- 제7대 염홍철 2006년 9월 21일 - 2007년 11월 10일
- 제8대 노준형 2007년 11월 30일 - 2008년 2월 28일